# Международная ассоциация казначейских органов
AIST (фр. Association Internationale des Services du Trésor) — Международная ассоциация казначейских органов, созданная в Париже в 2006 году.
Одной из целей ассоциации является совместное решение проблем управления государственными финансами. Ежегодно проводятся симпозиумы, в которых участвуют представители финансовых организаций государств-членов, международных организаций и научные деятели. В период проведения проводятся круглые столы, презентации и дискуссии по различным аспектам финансовой деятельности. По итогу формируется документ с рекомендациями, наработанными в процессе симпозиума.

## Состав
На 2022 год насчитывается 29 стран-членов из разных частей света:
- Алжир
- Франция,
- Украина,
- Венгрия,
- Бенин,
- Буркина-Фасо,
- Камерун,
- Союз Коморских островов,
- Конго,
- Демократическая республика Конго,
- Кот-д'Ивуар,
- Кувейт,
- Джибути,
- Габон,
- Гвинея,
- Гаити,
- Ливан,
- Мадагаскар,
- Марокко,
- Мавритания,
- Мали,
- Нигер,
- Сенегал,
- Сербия,
- Того,
- Тунис,
- Вьетнам,
- Чад,
- ЦАР.